# 巴斯陶河
52°17′9″N 8°55′16″E / 52.28583°N 8.92111°E

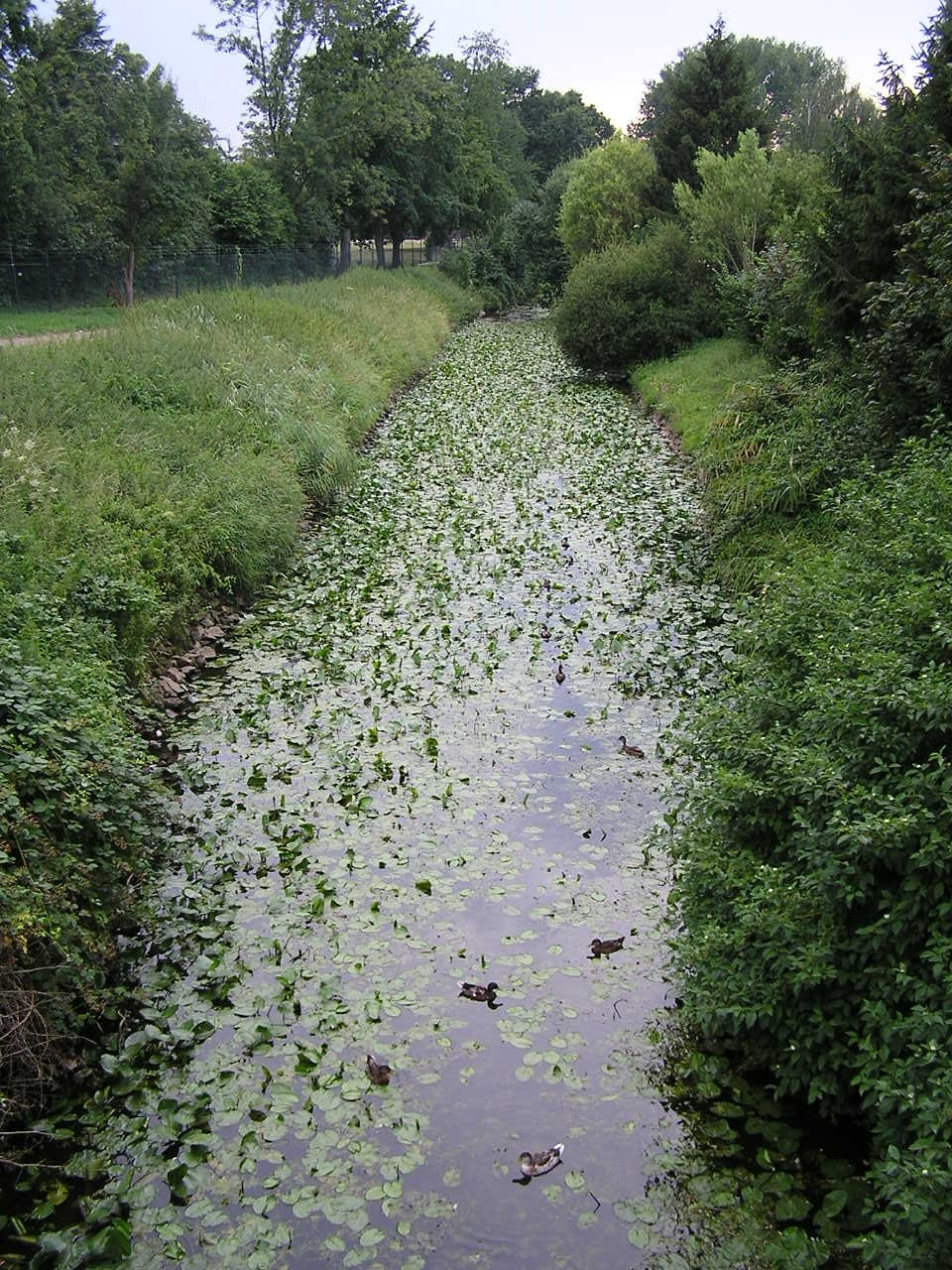

巴斯陶河（德語：Bastau），是德國的河流，位於該國西部，處於北萊茵-威斯特法倫州，屬於威悉河的左支流，河道全長19.2公里，流域面積116.1平方公里。